# Света Марина (Иматија)
Света Марина (грч. Αγία Μαρίνα, Аја Марина) је насељено место у општини Бер у периферији Средишња Македонија, Грчка. Према попису из 2021. године било је 698 становника.
Према бугарском географу и историчару, Василу Канчову, у Светој Марини је 1900. године живело 185 Словена хришћана. После 1923. године насељене су 72 грчке избегличке породице из Турске, укупно 237 особа.